# Redudasys fornerisae
Redudasys fornerisae är en djurart som tillhör fylumet bukhårsdjur, och som beskrevs av Kisielewski 1987. Redudasys fornerisae ingår i släktet Redudasys och familjen Macrodasyidae. Inga underarter finns listade i Catalogue of Life.